# سهره ریز جاوه‌ای
سهره ریز جاوه‌ای (نام علمی: Lonchura leucogastroides) نام یک گونه از سرده سهره‌های ریز است.